# カンデラリア
カンデラリア（Candelaria）またはビリャ・マリアナ・デ・カンデラリア（Villa Mariana de Candelaria）は、スペイン・カナリア諸島州サンタ・クルス・デ・テネリフェ県にあるムニシピオ（基礎自治体）。テネリフェ島の東部に位置する。
カナリア諸島で最も重要なカトリックのバシリカとされるヌエストラ・セニョーラ・デ・ラ・カンデラリア教会は、カナリア諸島全域の守護聖人とされるカンデラリアの聖母を祀っており、巡礼地となっている。